# Nothofagus menziesii
Nothofagus menziesii (Maori: Tawhai, Engels: Silver beech)  is een boomsoort uit de familie Nothofagaceae. Het is een algemene soort die deel uitmaakt van de boomlaag in bossen. De boom heeft een zilverachtige schors en ruwe, kleine leerachtige bladeren die langs de tak zijn gerangschikt. De bladeren zijn bijna even breed als lang, tussen de 6 en 15 millimeter. Zowel de bloemen als de vruchten zijn onopvallend.
De boom is endemisch is in Nieuw-Zeeland. De soort komt ten zuiden van de plaats Thames op het Noordereiland voor (behalve op Mount Taranaki) en verder ook op het gehele Zuidereiland. De soort groeit op lage berghellingen.
De soort staat op de Rode Lijst van de IUCN geklasseerd als 'niet bedreigd'.

## Synoniemen
- Fagus menziesii Hook.f.
- Lophozonia menziesii (Hook.f.) Heenan & Smissen